# Charles Escribe
Charles Escribe, né Jean François Charles Escribe à L'Isle-Adam le 7 décembre 1869 et mort à Bourg-la-Reine le 8 mai 1914 est un peintre, aquarelliste, illustrateur et dessinateur français actif à la fin du XIXe et au début du XXe siècle, dont les détails de la vie sont peu connus.

## Œuvres
Seules certaines de ses œuvres nous sont parvenues, signées « Ch. Escribe », notamment :
- des aquarelles sur la guerre de 1870[3] et la Commune[4], dans un style proche de celui d'Alphonse de Neuville ;
- des gouaches[5] et aquarelles sur l'armée française au XIXe (certaines figurant dans les collections de la Reine d'Angleterre[6]).

Il a aussi réalisé des affiches pour l'union des sociétés de tir de France, Ricqlès, et certains programmes de spectacles avec Sarah Bernhard.
Son nom est mentionné comme l'un des illustrateurs de l'ouvrage de Paul-Charles Deleutre dit Paul d'Ivoi (1856-1915) et du Colonel Royet La Patrie en danger - Histoire de la guerre future, Paris : H. Geffroy, [1904-1905].